# Proyecto Flor de Ceibo (Universidad de la República)
El Proyecto Flor de Ceibo fue un proyecto de la Universidad de la República (UdelaR) para apoyar la implementación del Plan Ceibal y contribuir a la formación de los estudiantes universitarios del Uruguay. Tiene un enfoque interdisciplinario, de modo que  participan estudiantes universitarios de diferentes facultades y docentes de diferentes disciplinas. El proyecto se realizó entre los años 2008 y 2016.

## Objetivos generales
- Construir un espacio de formación universitario, de carácter interdisciplinario, orientado al trabajo en/con la comunidad y a partir de un desafío de alcance nacional.
- Contribuir al proceso de alfabetización digital del Uruguay, convocando la participación de estudiantes universitarios en pleno ejercicio de responsabilidad ciudadana.
- Generar nuevos vínculos entre la academia universitaria y la sociedad uruguaya, propiciando eventuales proyectos de desarrollo y aportando al ‘saber hacer’ nacional.[1]

### Flor de Ceibo 2008
En el 2008 fueron parte de este proyecto 238 estudiantes universitarios y 24 docentes, que formaron activamente los primeros grupos.
En el comienzo de Flor de Ceibo se contactaron diferentes escuelas públicas del Uruguay. La coordinación general estuvo a cargo de la Alicia Kachinovsky (2008-2009), luego de Álvaro Gascue (2009-2010) y actualmente a cargo de las Coordinadoras intermedias (2012). 
En el 2007 comienza a germinar la idea por el Dr. Ing Gregorý Randall, y el 2 de mayo de 2008 se aprobaría formalmente el proyecto, en el Consejo Directivo Central de la Universidad de la República. El primer encuentro fue el día 9 de setiembre de ese mismo año, en el Paraninfo de la Universidad de la República. La actividad de cierre fue el 19 de diciembre de 2008, contando con diferentes presentaciones realizadas por los estudiantes y docentes de Flor de Ceibo.
Se colaboró en diferentes modalidades apoyando al Plan Ceibal en la realización de talleres con padres, niños y maestros. Se trabajó en los departamentos de Artigas, Canelones, Colonia, Florida, Montevideo, Maldonado Paysandú, Rivera y Salto. Con niños de escuelas públicas del país, maestros, maestros directores, maestros de Informática, maestros comunitarios, padres y diferentes actores sociales.
La actividad es acreditada con un certificado de participación y 10 créditos de acuerdo al Concejo Directivo Central, en esta instancia.

"Entusiasmo: esa es la palabra que mejor describe el estado de ánimo predominante entre los centenares de universitarios que, el viernes pasado, participaron en la presentación de las tareas realizadas durante 2008 en el marco del Programa Flor de Ceibo. La jornada confirma que ese Programa, todavía incipiente, es ya una experiencia de gran valor que mucho nos enseña.".
Rector Rodrigo Arocena

### Flor de Ceibo 2009
En marzo de 2009, el Proyecto Flor de Ceibo presentó el Informe de lo actuado entre los meses de agosto a diciembre de 2008.
Los Estudiantes Referentes (estudiantes que participaron durante el 2008) reciben XO para el trabajo. 
En el 2009 se está en proceso de selección de más docentes para coordinar el proyecto y los diferentes grupos de estudiantes universitarios, según llamado abierto.

### Flor de Ceibo 2012
El 18 y 19 de noviembre de 2012 se realizó un ateneo en Paysandú.

## Flor de Ceibo Otros

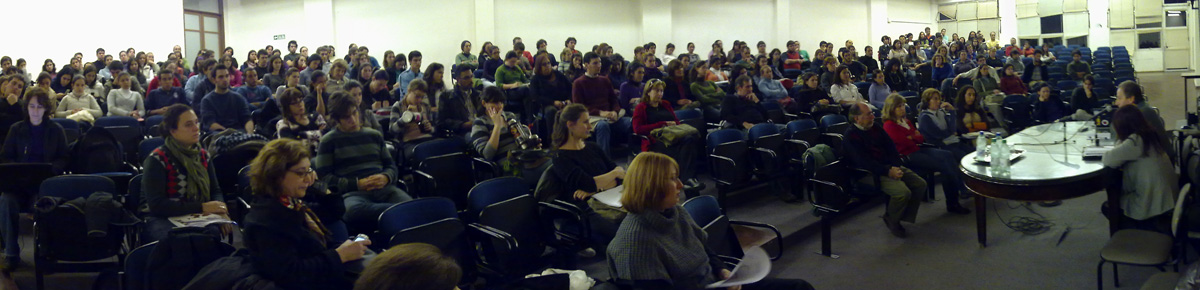
Imagen de Mesa redonda: "Sociedad de la Información y el Conocimiento e Inclusión Social: Desafíos del Plan Ceibal" (26 de abril de 2010).

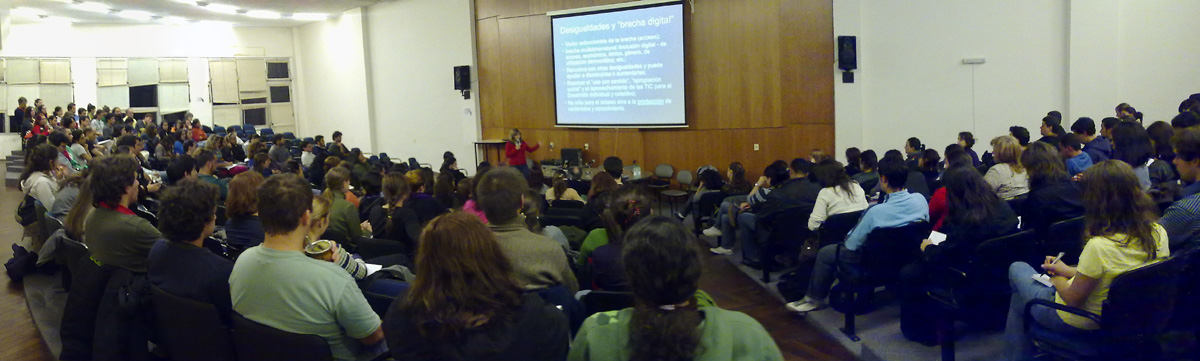
Imagen de Mesa redonda: "Sociedad de la Información y el Conocimiento e Inclusión Social: Desafíos del Plan Ceibal" (26 de abril de 2010).

El nombre del proyecto tiene dos significados: la flor de ceibo es la flor nacional de Uruguay, y "flor de..." es una expresión coloquial para enfatizar y denotar grandeza.
El Proyecto Flor del Ceibo cuenta con un espacio virtual, la Plataforma EVA (Entornos Virtuales de Aprendizaje) de la UdelaR y el Aula Virtual (plataforma Moodle).
Es un proyecto vinculado a la Comisión Sectorial de Enseñanza (CSE), la Comisión Sectorial de Extensión y Actividades en el Medio, y la Comisión Sectorial de Investigación Científica (CSIC). El Consejo de Educación Primaria (CEP), el LATU por convenio con la UdelaR, RAP-Ceibal, Ceibal Jam, etc.